# 北陽警備保障
北陽警備保障株式会社（ほくようけいびほしょう、Hokuyo Alarm Network Service Co., Ltd.）は、島根県松江市に本社を置く日本の警備会社。機械警備・常駐警備・保安警備・ホームセキュリティー等を業務としている。略称は「HANS」（ハンズ）。セントラルセキュリティリーグのメンバー。

## 事業
- 機械警備「ハンズオンラインセキュリティシステム」
- ホームセキュリティー「ハンズホームセキュリティシステム」
- 高齢者見守りサポート「ハンズ見守りスマイル」
- 防犯カメラ「ハンズセキュリティカメラシステム」
- ローカルセキュリティシステム「ハンズスーパーガードプラス」
- タクトシステム（金融機関無人化店舗管理）
- 貴重品輸送警備（現金輸送等）
- 常駐警備
- 保安警備
- 身辺警備
- 消防用設備点検
- 防火対象物点検
- 消防用設備工事
- ドローンを使った監視システム
- セキュリティ商品販売
- インターネットサービスプロバイダ「ハンズネット」[1]

等。

## 関連企業
- 北陽ビル管理株式会社
- 北陽福祉サービス株式会社